# Bingham (cràter)
Bingham és una petit cràter d'impacte que es troba a la cara oculta de la Lluna. Es troba just al sud-est del cràter Lobachevskiy molt més gran. A la part nord-oest de la vora de Bingham es superposen parcialment les ejeccions de Lobachevskiy. Al nord-est de Bingham es troba el cràter Guyot, i al voltant d'un diàmetre de distància cap al sud-sud-est apareix Katchalsky.

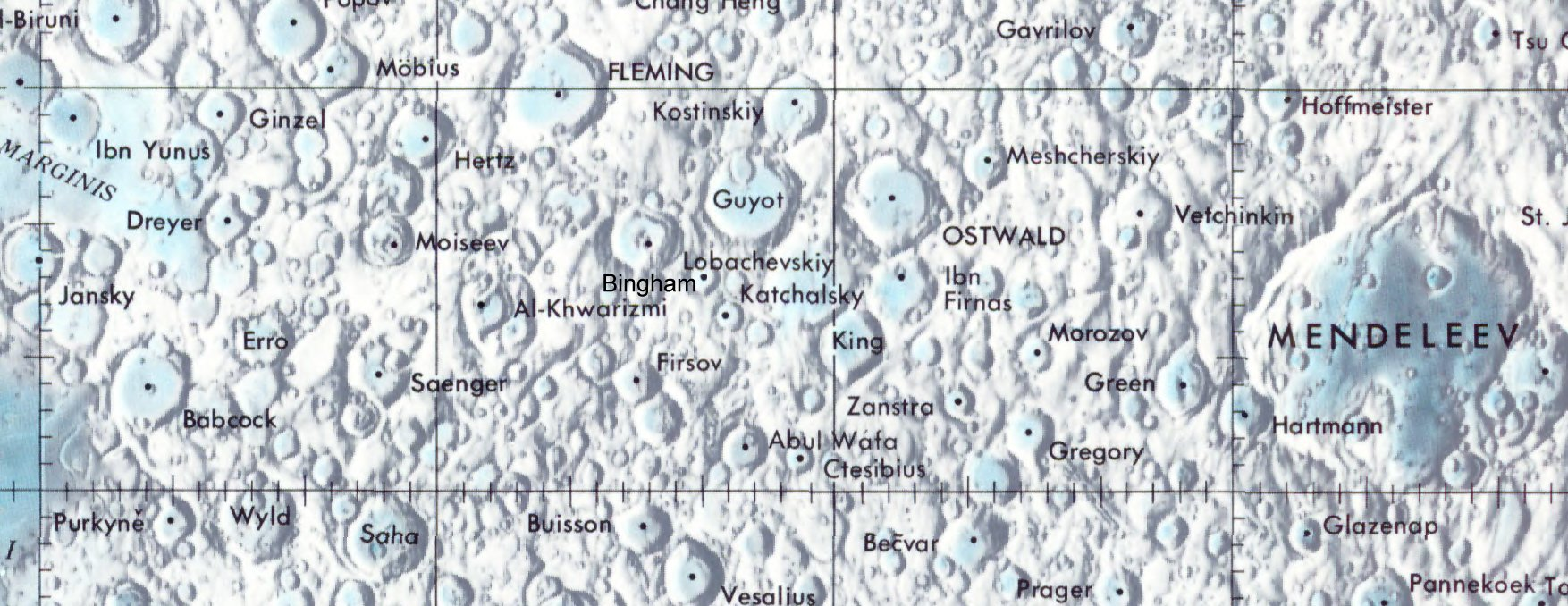
Localització de Bingham (centre de la imatge)
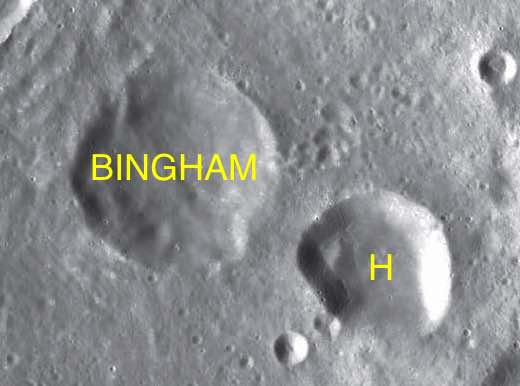
Cràters satèl·lit
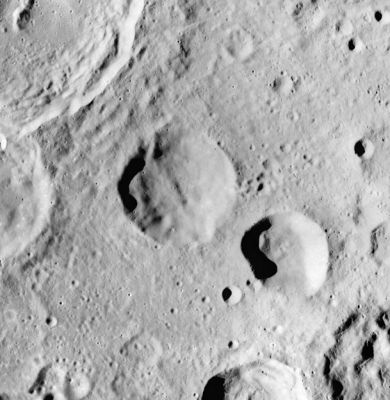
Fotografia de la missió Apollo 16

Es tracta d'una formació de cràters més o menys circular, amb una lleugera corba cap a fora al llarg de la banda sud-est.

## Cràters satèl·lit
Per convenció aquests elements són identificats en els mapes lunars posant la lletra en el costat del punt central del cràter que està més proper a Bingham.
| Bingham | Coordenades                          | Diàmetre |
| ------- | ------------------------------------ | -------- |
| H       | 7° 30′ N, 116° 12′ E / 7.5°N,116.2°E | 26 km    |